# Bronski Beat
Bronski Beat fue una banda de synth pop británica que alcanzó la fama a mediados de la década de los 80, especialmente con el sencillo de 1984 «Smalltown Boy».
Todos los miembros eran abiertamente homosexuales y las canciones son un reflejo de ello, algunas de las cuales contienen mensajes políticos y activistas. Los miembros fundadores fueron Jimmy Somerville (vocalista), Steve Bronski (teclado, batería) y Larry Steinbachek (teclado, batería).
Somerville abandonó la banda en 1985 y se unió al proyecto musical The Communards. Después, hizo carrera como solista. Fue reemplazado por John Foster, con quien la banda continuó teniendo éxitos en el Reino Unido y Europa hasta 1986. Foster dejó Bronski Beat después del segundo álbum, y la banda continuó contratando una serie de vocalistas antes de disolverse en 1996. 
Steve Bronski revivió la banda en 2016, grabando nuevo material con quien fuera miembro en la década de 1990, Ian Donaldson. Larry Steinbachek murió a finales de ese mismo año y Steve Bronski falleció en diciembre de 2021.

## Historia

### 1983-1985: Primeros años yThe Age of Consent
Bronski Beat se formó en 1983 cuando Jimmy Somerville y Steve Bronski, ambos de Glasgow (Escocia) y Larry Steinbachek, de Southend (Inglaterra), compartieron piso en el distrito londinense de Brixton. Steinbachek escuchó cantar a Somerville durante la grabación del documental Framed Youth: The Revenge of the Teenage Perverts y propuso que debería dedicarse a la música.
Su primer debut en público fue en el festival September in the Pink. Pero, el trío, estaba descontento con la inofensiva naturalidad de los cantantes homosexuales de la época y decidieron componer canciones con letras más agresivas y repletas de mensajes políticos.
El grupo firmó un contrato con London Records en 1984 después de hacer solo nueve giras en directo.
El sencillo Smalltown Boy fue publicado ese mismo año. La letra habla sobre un joven homosexual que abandona su pueblo natal. Esta canción fue un éxito, alcanzando el n.º 3 en la lista de sencillos británica. Tuvo también una notable aceptación en países como Bélgica, los Países Bajos, Australia o los Estados Unidos. El vídeo musical fue dirigido por Bernard Rose, mostrando a Somerville sufriendo agresiones por su orientación sexual, acabando por abandonar su pueblo y marchándose a una ciudad más tolerante.
El siguiente sencillo, Why?, tuvo influencias del sonido Hi-NRG y una letra centrada en los prejuicios contra los homosexuales. Alcanzó el Top 10 en el Reino Unido, Australia, Suiza, Alemania, Francia y los Países Bajos.
A finales de 1984, el trío publicó su álbum debut, The Age of Consent (en castellano: 'La edad de consentimiento'). El principal motivo del disco fue enumerar las diversas edades de consentimiento sexuales para los homosexuales en diversos países del mundo. En ese momento, la edad de consentimiento para los actos sexuales entre hombres en el Reino Unido era de 21 años, comparado con 16 para las relaciones heterosexuales, en contraposición con otros países más liberales. El álbum alcanzó el n.º 4 en las listas inglesas, el n.º 36 en las estadounidenses y el 12 en las australianas.

### 1985-actualidad: Era post-Jimmy Somerville
En 1985 Somerville se une al proyecto musical The Communards. 
La banda contrató a John Foster para reemplazar a Jimmy Somerville (Foster es nombrado en los créditos como Jon Jon). El sencillo Hit That Perfect Beat fue publicado en noviembre de ese año. Alcanzó el n.º 3 en las listas inglesas, tuvo bastante éxito en Australia y apareció en la película Letter to Brezhnev. Un segundo sencillo, C'mon C'mon, alcanzó el Top 20 en su país.
En mayo de 1986 publicaron su segundo álbum de estudio, Truthdare Doubledare, el cual alcanzó el puesto 18 en su país. 
La película estadounidense Parting Glances (1986), incluyó canciones de Bronski Beat: Love And Money, Smalltown Boy y Why?
Foster abandonó la banda en 1987, aunque el grupo comenzó a trabajar en su tercer álbum, Out And Out. Las canciones fueron grabadas en los estudios Berry Street de Londres con otro vocalista. Algunos de estos títulos fueron The Final Spin y Peace And Love. 
En 1989, Jonathan Hellyer sería el nuevo vocalista, y la banda continuó su éxito con una gran gira por Europa y los Estados Unidos con la corista Annie Conway. 
Consiguieron cierto éxito con la canción Cha Cha Heels en colaboración con la actriz y cantante estadounidense Eartha Kitt, alcanzando el n.º 32 en el Reino Unido. La canción fue originariamente escrita para el cantante Divine, aunque no pudo grabarla debido a su fallecimiento en 1988. 
Entre 1990 y 1991, Bronski Beat grabó al menos tres sencillos con la compañía discográfica Zomba: I'm Gonna Run Away, One More Chance y What More Can I Say. Todos fueron producidos por Mike Thorne.

## Miembros
Los miembros originales del trío fueron Jimmy Somerville (vocalista), Steve Bronski y Larry Steinbachek (teclado y batería). Tras la marcha de Somerville en 1985, fue reemplazado por John Foster. Posteriormente, hubo más vocalistas.

### Miembros actuales
- Steve Bronski - teclado, batería (1983-2021)
- Ian Donaldson - teclado, programación (1995-presente)
- Stephen Granville - vocalista (2016-presente)

### Miembros históricos
- Jimmy Somerville - vocalista (1983-1985)
- Larry Steinbachek - teclado, batería (1983–1995); (falleció en diciembre de 2016 a los 56)
- John Foster - vocalista (1985-1987, 1994-1995)
- Jonathan Hellyer - vocalista (1989-1994, 1995)

## Discografía

### Álbumes de estudio
| Año                                                                                | Detalles del álbum                                                                                            | Posición en las listas | Posición en las listas | Posición en las listas | Posición en las listas | Posición en las listas | Posición en las listas | Posición en las listas | Posición en las listas | Posición en las listas | Posición en las listas | Certificaciones                       |
| Año                                                                                | Detalles del álbum                                                                                            | AT                     | CA                     | CH                     | DE                     | FR                     | IT                     | NL                     | NZ                     | UK                     | U.S.                   | Certificaciones                       |
| ---------------------------------------------------------------------------------- | --- | ---------------------- | ---------------------- | ---------------------- | ---------------------- | ---------------------- | ---------------------- | ---------------------- | ---------------------- | ---------------------- | ---------------------- | ------------------------------------- |
| 1984                                                                               | The Age of Consent - Lanzado: octubre de 1984 - Discográfica: London Records (#820 171) - Formato: LP, MC, CD | -                      | 7                      | 7                      | 4                      | 14                     | 14                     | 4                      | 5                      | 4                      | 36                     | - CA: Platino - FR: Oro - UK: Platino |
| 1986                                                                               | Truthdare Doubledare - Lanzado: 1986 - Discográfica: London Records (#828 010-) - Formato: LP, MC, CD         | 20                     |                        | 9                      | 21                     | -                      |                        | -                      | 35                     | 18                     | 147                    |                                       |
| 1995                                                                               | Rainbow Nation - Lanzado: 1995 - Discográfica: ZYX Music (#ZYX 20340) - Formato: CD                           | -                      |                        | -                      | -                      | -                      |                        | -                      | -                      | -                      | -                      |                                       |
| "-" significa que el álbum no apareció en las listas o no fue lanzado en ese país. | |                        |                        |                        |                        |                        |                        |                        |                        |                        |                        |                                       |